# موج (گلیم)
موج، نوعی پارچهٔ ضخیم همانند جاجیم است که توسط عشایر و روستاییان کرد در استان‌های کرمانشاه، ایلام و کردستان بافته می‌شود و موج‌بافی از صنایع دستی این مناطق به‌شمار می‌رود.

## ویژگی
موج در دو تکهٔ هم اندازه که به شیوهٔ اریب بافی متعادل و با طرح جناغی بافته می‌شود. سپس دو تکه به یکدیگر دوخته می‌شود و انتهای موج با منگوله تزیین می‌شود. طول این دست بافت ۲/۵و عرض آن را ۴ تخته باریک تشکیل می‌دهد، این۴ تخته را همیشه سر هم بافته می‌شود و ۹/۵متر طول دارد.
این دست‌بافته در واقع در میان کردهای کرمانشاه، به عنوان جای رختخواب‌های اضافی استفاده می‌شده و هم‌اکنون استفاده از آن گسترش یافته و برای ساختن کیف و کفش و … نیز مورد استفاده قرار می‌گیرد.

## تاریخچه
موج بافی در ابتد در منطقه اورامانات صورت می‌پذیرفته‌است.

## تفاوت موج و ماشته
در استان لرستان نوعی پارچه به نام ماشته بافته می‌شود که همانند موج است و همان کارکردها و شکل نهایی را دارد و بسیاری این دو را یک بافته در نظر می‌گیرند. با وجود شباهت ظاهری بسیار موج و ماشته، تکنیک بافت این دو با یکدیگر متفاوت است و به همین دلیل نیز به عنوان دو بافتهٔ متفاوت در نظر گرفته می‌شوند.

## گونه‌ها
موج‌بافی به‌طور کلی به ۲ دسته مورد استفاده می‌شود:
- بافت جانمازی یا سجاده
- رختخواب پیچ

بافندگان این دست بافته آن را به ۴۰ تیکه که به عنوان روانداز یا روتختی استفاده می‌شود، می‌بافند.
هر دست رختخواب اعم از تشک و لحاف را درون یک بقچه جای می‌دهند، و به یک دیوار از خانه تکیه می‌دهند و متکا یا رو متکا سفید گل‌دوزی‌شده بر رویش قرار داده شده که به زیبایی منزل می‌افزاید. موج در ابتدا کاملاً ساده بافته می‌شده‌است، اما با گذشت زمان چون به بافت ظریفی احتیاج داشته‌اند، دستگاه‌های آن پیچیده‌تر شد و شکلی از بافت آن که ویژهٔ یک‌جانشینان است به وجود آمد.

## نقش‌های موج‌بافی
- کشکول
- حوض
- گل
- چونکه
- چخماق
- پنچه
- کله کبکی
- گله گله
- مزلیخ
- کی یل
- چار خانه
- سه حوضی[۵]

## ابزارهای موج‌بافی
- چره

ابزاری است که پشم گوسفندان را با آن می‌چینند، در واقع همان قیچی است.
- ترکه‌های بلند

این ابزار از جنس چوب می‌باشد، برای ضربه زدن بر روی پشم می‌زنند تا الیاف از هم دیگر جدا شوند.
- تشی

ابزاری است از جنس چوب و به شکل دوک می‌باشد که با این وسیله دوک را می‌ریسند و آن را تبدیل بهریسمان‌های نازک می‌کنند.
- دیگ‌ها و تیان‌های رنگرزی

برای رنگ کردن پشم استفاده می‌شود.
- میله نئی

این ابزار 7cm طول دارد، و کار کردن با آن به این صورت است که نخ پشم دور آن می‌تابند و به جای ماسوره در ماکو استفاده می‌شود.
- چووارچو

ابزاری است که نخ‌های تار به اندازهٔ رختخواب پیچ به آن بسته می‌شود.

### مواد اولیه
مادهٔ اصلی این دست بافته پشم است، که توسط دامداران به دست می‌آید. پشم الیافی است که مانند مو و کرک، از پروتئین مخصوص به عنوان کراتین تشکیل شده‌است، که همین پروتئین به علت داشتن مواد زیادی گوگرد از سایر پروتئین‌ها متمایز است.

## گسترش استفاده از موج در صنایع دستی
در سال‌های اخیر صنعت «موج‌بافی» در استان کرمانشاه به‌روزرسانی شده و از موج همچون پارچه‌ای برای تولید کالاهایی چون کیف، کفش، کیف موبایل، قاب آیینه و… استفاده می‌شود.